# Chan Tia
Chan Tia (chiń. 陈提娅; pinyin Chén Tíyà; ur. 3 września 2002 w Hamiltonie) – chińsko-kanadyjska hokeistka, reprezentantka Chińskiej Republiki Ludowej, olimpijka z Pekinu 2022.

## Kariera klubowa
W sezonie 2016/2017 zadebiutowała w Burlington Barracudas w Provincial Women's Hockey League, gdzie grała do 2020. Następnie została zawodniczką zespołu University of Connecticut w hokejowej lidzie National Collegiate Athletic Association.
W sezonie 2021/2022 grała w Shenzhen KRS Vanke Rays – chińskim zespole biorącym udział w rozgrywkach rosyjskiej Żenskajej Chokkiejnajej Ligi, w którym występowało większość zawodniczek chińskiej reprezentacji olimpijskiej.

## Kariera reprezentacyjna
W reprezentacji Chińskiej Republiki Ludowej zagrała na Zimowych Igrzyskach Olimpijskich 2022, podczas których wystąpiła w 1 meczu.